# Tinjan (Chorwacja)
Tinjan – wieś w Chorwacji, w żupanii istryjskiej, w gminie Tinjan. W 2011 roku liczyła 417 mieszkańców.